# Veľký Blh
Velký Blh je obec na Slovensku v okrese Rimavská Sobota. Nad obcí uprostřed anglického parku leží barokní zámek, který byl postaven v roce 1720 architektem Henrym Nebbeinem.
V obci se narodil matematik Štefan Znám.

## Historie
Veľký Blh vznikl v roce 1943 sloučením obcí Nižný Blh (maďarsky Alsóbalog) a Vyšný Blh (dříve Vyšný Balog; maďarsky Felsőbalog). První písemná zmínka o osídlení pochází ze 13. století v souvislosti s hradem Blh, jehož majitelům vesnice až do 17. století obec patřila.